# کوسووو (استان پلوودیو)
کوسووو (به بلغاری: Kosovo) یک منطقهٔ مسکونی در بلغارستان است که در Asenovgrad Municipality واقع شده‌است.